# João Silva Tavares
João Silva Tavares (Estremoz, 24 giugno 1893 – Lisbona, 3 giugno 1964) è stato un poeta, scrittore e drammaturgo portoghese.

## Biografia
João Silva Tavares nacque a Estremoz nel distretto di Évora, dove passò la sua infanzia e la prima giovinezza. A 13 anni scrisse i suoi primi versi e a 18 pubblicò la sua prima raccolta di poesie. La sua produzione letteraria è basata principalmente sulla poesia, ma scrisse anche opere teatrali comprendenti: drammi, commedie e farse. Le sue migliori produzioni sono quelle del teatro leggero, specialmente l'operetta e la rivista. Compose numerosi testi per canzoni fado per cantanti come Amália Rodrigues e Alfredo Marceneiro
Parallelamente alla sua attività di letterato, Silva Tavares ha lavorato alla Radio Nazionale, come capo del Dipartimento di Coordinamento del Programma, dal 1934 al 1963.

## Opere
- Nuvens, (1911)
- Luz Poeirenta (1916)
- Poemas do Olimpo (1917)
- Claustro (1918)
- Gente Humilde (1934)
- Viagem à Minha Infância (1950).